# 幸谷秀巳
幸谷 秀巳（こうたに ひでみ、1963年5月7日 - ）は、日本のサッカー指導者、および解説者。日本サッカー協会公認S級ライセンス保持者。岡山県出身。

## 来歴
岡山市立平井小学校、岡山市立香和中学校、関西高等学校を経て国士舘大学卒業。中学時代はサッカー部が無かったためテニス部に所属。大学でもサッカー部に所属していたが、怪我のため選手生活を断念した。大学の同期に宮澤ミシェルがいた。卒業後はスポーツ用品メーカーのモルテンに入社するが、6年で退社。一時、地元アパレルメーカーBOBSONに就職するも、サッカー指導者を志し、1992年5月にスペインへ渡った。
1993年、スペインサッカー連盟公認NIVEL I、翌1994年同NIVEL IIを取得。アトレティコ・マドリードではCチーム（3部）コーチやユース世代の監督・コーチを務めた。
1999年に帰国した後は、高校のサッカー部やJリーグユースチームで若い年代の選手育成に携わっている。2005年、日本サッカー協会公認S級ライセンスを取得した。
2008年シーズン途中より、日本フットボールリーグ（JFL）・アルテ高崎の監督に就任したが、シーズン終了後辞任している。

### サッカー解説者として
指導者業の傍ら、CS放送でリーガ・エスパニョーラ中継の解説を担当。アトレティコ時代の経験・人脈に加えて、コーチライセンス更新のため毎年スペインで講習を受けていることから、日本におけるリーガ・エスパニョーラの第一人者として知られる。細かい戦術面からタブロイド紙のゴシップ記事まで最新の情報にも通じ、その独特の語り口から繰り出される辛口のコメントに定評がある。
かつて、サッカー情報番組『Foot!』（J SPORTS）の取材でアトレティコを取材した際、単独でのインタビューを受けないことで知られるルイス・アラゴネス監督（当時、のちにスペイン代表監督）に単独インタビューを行い、現地のスポーツ紙に掲載されたことがある。
2011年頃からはJリーグ中継の解説も行っている。

## 学歴
- 岡山市立平井小学校
- 岡山市立香和中学校
- 1979年 - 1981年  関西高等学校
- 1982年 - 1985年  国士舘大学

## 指導歴
- 1994年 - 1999年  アトレティコ・マドリード
  - 1994年 - 1995年 11～12歳監督・15～16歳コーチ
  - 1995年 - 1997年 11～12歳監督・17～19歳コーチ
  - 1997年 - 1998年 15～16歳監督・Cチームプロコーチ
  - 1998年 - 1999年 13～14歳監督・U-19コーチ
- 1999年  習志野市立習志野高等学校サッカー部 コーチ
- 2001年  川崎フロンターレ育成部 コーチ
- 2003年 - 2004年  香川西高等学校サッカー部 コーチ
- 2005年 - 2007年  千葉県立市原緑高等学校サッカー部 コーチ
- 2008年  アルテ高崎 監督
- 2011年  FC駒沢Griffin 監督
- 2024年 -  Y.S.C.C.横浜 アカデミーダイレクター

## 出演
- Foot! (J SPORTS) レギュラーコメンテーター (2000年 - 2005年)
- バルサTV (J SPORTS) コメンテーター
- Jリーグ中継（スカパー!<BSスカパー!・スカチャン・J SPORTS1・4）